# 1783

## أحداث
- اندلاع معركة الرقة بين الكويت وإمارة بني كعب.
- تأسيس مدينة سان خوسيه دي مايو [الإنجليزية] وتقع حاليا في الأوروغواي.
- تأسيس مدينة ميناس، أوروغواي [الإنجليزية] وتقع حاليا في الأوروغواي.
- تأسيس مدينة كونسبسيون ديل أوروغواي وتقع حاليا في الأرجنتين.
- تأسيس مدينة سولانا، بيرو وتقع حاليا في بيرو.
- تأسيس مدينة سانت كاثرينز وتقع حاليا في كندا.
- نهاية الحرب الأنجلو-فرنسية في 1 سبتمبر 1783 والتي بدأت في 1 يونيو 1778.
- نهاية إسبانيا وحرب الاستقلال الأمريكية في 1 سبتمبر 1783 والتي بدأت في 1 يونيو 1779.
- 3 أغسطس - بركان جبل أساما ينفجر متسببا في مقتل 35 ألف شخص.
- ثورة بركان جبل سكابتر في آيسلندا أدى إلى مقتل خُمْسْ السكان.

## مواليد
- تشارلز لينش
- سيلفستر تشورتشل
- سيمون بوليفار
- شارل لويس هافاس
- هنري جونسون
- واشنطن إيرفينج
- علي كاشف الغطاء

## وفيات
- ليونهارد أويلر
- نيكيتيا بانين
- أحمد بن سعيد البوسعيدي مؤسس الدولة البوسعيدية العمانية.